# Papirus Oxyrhynchus 31
Papirus Oxyrhynchus 31 oznaczany jako P.Oxy.I 31 – rękopis zawierający dwa fragmenty pierwszej księgu Eneidy (heksametry 457-467 oraz 495-507) Wergiliusza napisany po łacinie. Papirus ten został odkryty przez Bernarda Grenfella i Arthura Hunta w 1897 roku w Oksyrynchos. Fragment jest datowany na V wiek n.e. Przechowywany jest w bibliotece Uniwersytetu Cambridge (Add. Ms. 4031). Tekst został opublikowany przez Grenfella i Hunta w 1898 roku.
Manuskrypt został napisany na papirusie w formie kodeksu. Rozmiary zachowanego fragmentu wynoszą 6,6 na 5,4 cm. Pierwotna karta miało około 26 cm wysokości. Tekst jest napisany pionową półuncjałą. Tusz jest koloru brązowego. Grenfell i Hunt kolacjonowali tekst rękopisu na podstawie edycji Ribbecka (1860).